# Francisco Vidal de Noya
Francisco Vidal de Noya fue un religioso (obispo de Cefalú), diplomático y humanista de Italia nacido hacia 1415 y fallecido en 1492.

## Biografía
Francisco fue doctor en letras divinas y letras humanas, como le llama Benito Martínez Gómez Gayoso en el prólogo a la Juventud española, Madrid, 1769, y fue maestro de Fernando el Católico.
Francisco también fue arcediano siracusano, protonotario apostólico, prior del Pilar de Zaragoza por el papa Sixto IV en el año 1477, según consta papeles del archivo de la citada iglesia, testificadas las letras de provisión por Martín Joventel, tomando posesión por el procurador (pero no consta que viniese a residir hasta 1479, en que era ya prior Juan de Aragón y Navarra.
Francisco tradujo al español la obra de Salustio y el manuscrito de estos útiles trabajos lo tuvo según el cronista Andrés en su obra Borrador de escritores el duque de Villahermosa en su villa de Pedrola, y Nicolás Antonio en la Biblioteca Hispana Nova , tomo I, refiere la estampa de la citada obra Salustio traducido por el Mtro. Francisco Vidal de Noya, en estilo asz alto y muy elegante, y en la traducción de Salustio publicada en Madrid en 1772 por el infante Gabriel, en el prólogo se ponen las citadas noticias.

## Obra
- Cathilinario y Jugurthino de Salustio..., Logroño, 1529.